# Кальцеїн
Кальцеїн, також відомий як флуорексон, флуоресцеїновий комплекс, являє собою флуоресцентний барвник з довжинами хвиль збудження та випромінювання 495 та 515 нм, відповідно, і має вигляд помаранчевих кристалів. Кальцеін самогаситься при концентраціях вище 70 мМ і зазвичай використовується як індикатор витоку ліпідів везикул.   Він також традиційно використовується як комплексометричний індикатор для титрування іонів кальцію з ЕДТА та для флуорометричного визначення кальцію.

## Застосування

Після того, як кальцеїн-АМ потрапляє в клітину, він перетворюється естеразами в кальцеїн (нижче). Він здатний зв'язувати іони кальцію, що призводить до зеленої флуоресценції. Оскільки лише живі клітини мають достатню кількість естераз, тільки вони флуоресцирують зеленим кольором після збудження

Нефлуоресцуючий ацетометокс-дериват кальцеіну (кальцеін AM, АМ = ацетометил) використовується в біології, через свою здатність проникати через клітинну мембрану в живі клітини, що робить його корисним для тестування клітин на життєздатність і для короткочасного нанесення мітки на клітини. В якості альтернативи можуть бути використані Fura-2, Furaptra, Indo-1 та екворин. Ацетометокси-група приховує ту частину молекули, яка хелатує іони Са2+, Mg2+, Zn2+ та інших. Після транспортування в клітини внутрішньоклітинні естерази видаляють ацетометоксигрупу, молекула потрапляє всередину і дає сильну зелену флуоресценцію. Оскільки мертвим клітинам не вистачає активних естераз, маркуються лише живі клітини . Підрахунок проводиться за допомогою проточної цитометрії.

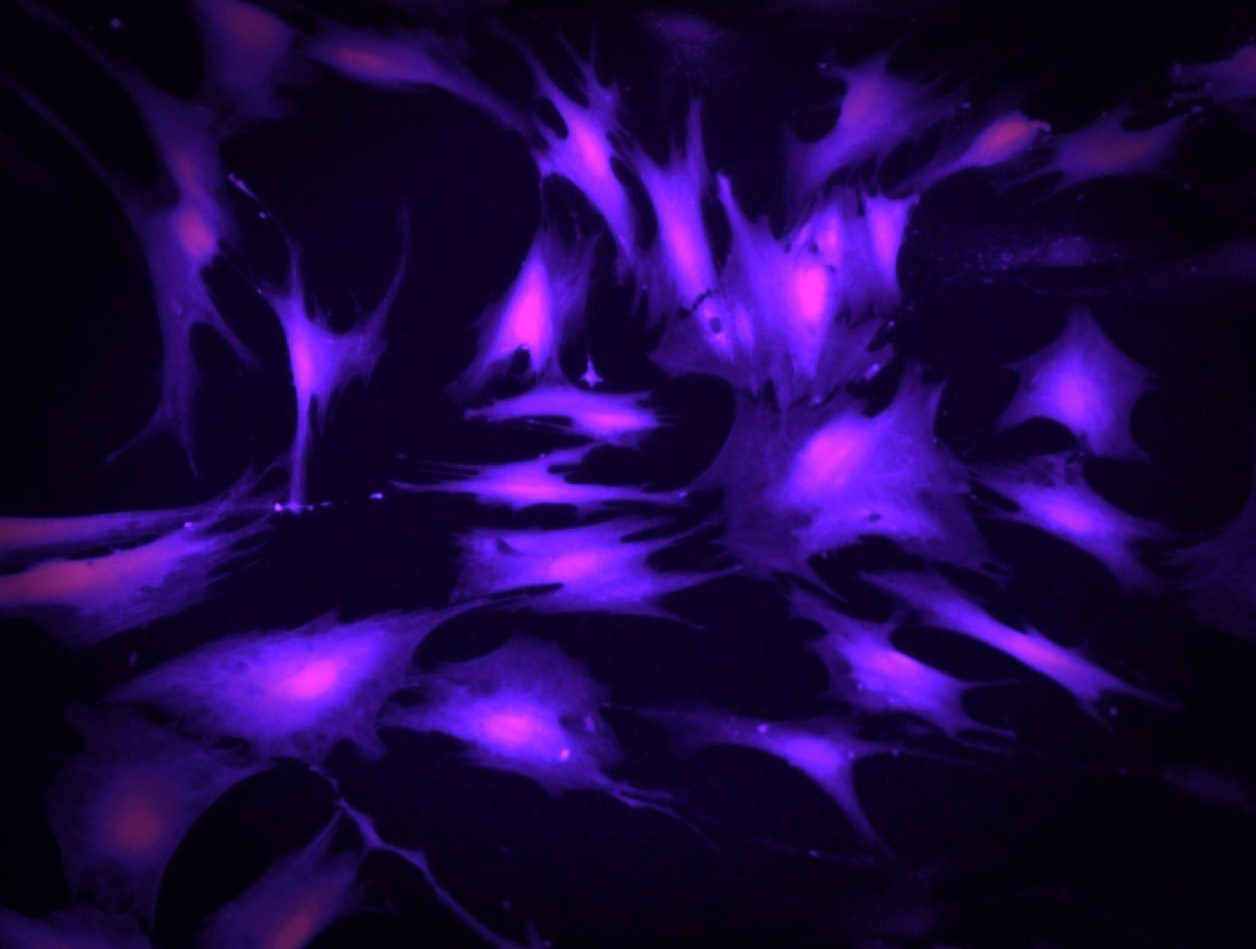
Шкірні фібробласти людини у новонароджених, забарвлені кальцеїном-АМ, візуалізовані під монохроматичним мікроскопом (псевдофарбування).

Зараз кальцеїн рідко використовується як індикатор Ca2+ або Mg2+, оскільки його флуоресценція чутлива до цих іонів лише при сильно лужному pH, і, отже, він не особливо корисний для вимірювання Ca2+ або Mg2+ у клітинах. При фізіологічному pH флуоресценцію кальцеїну потужно гасять Co2+, Ni2+ і Cu2+ і помітно Fe3+ і Mn2+. Ця реакція загасання флуоресценції може бути використана для виявлення відкриття тимчасової пори мітохондріальної проникності (mPTP) та для вимірювання змін об'єму клітини. Кальцеїн зазвичай використовується для детекції клітин та для вивчення ендоцитозу, міграції та контактів між клітинами.
Ацетоксиметиловий ефір кальцеїну також використовується для виявлення взаємодій ліків з білками мультирезистентності (АВС-транспортери) в інтактних клітинах, оскільки він є чудовим субстратом транспортера мультирезистентності 1 (MDR1) P-глікопротеїну та білка, асоційованого з мультирезистентністю (MRP1).  Кальцеїн АМ-тестування може бути використане як модель для вивчення взаємодії ліків, для скринінгу субстратів транспортера та/або його інгібіторів; а також для визначення in vitro резистентності клітин до ліків, зокрема і зразків пацієнтів. 
Кальцеїн також використовується для маркування щойно вилупленої риби  та для маркування кісток у живих тварин.